# Zlijevka
Zlijevka (poznata i kao zlevka, zlevanka, bazlamača itd. ↓a) tradicijsko je desertno jelo od kukuruznog brašna i drugih sastojaka koje se može javiti u slatkoj ili slanoj varijanti. Dio je kuhinje sjeverne Hrvatske (posebice Međimurja, Hrvatskog zagorja i Podravine) i sjevernoistočnih slovenskih regija Prekmurje i Prlekija.
Povijesno se pojavila kao "jelo za siromašne", a kasnije je prerasla u tradicionalno jelo.
Naziv zlijevka dobilo je jer se gusta smjesa sastojaka ulije (kajkavski: zlije) u posudu za pečenje (protvan).

## Priprema
Sastojci - koji uglavnom uključuju kukuruzno brašno, mlijeko, šećer, jaja - pomiješaju se u gustu smjesu koja se ulije u lim za pečenje premazan uljem ili mašću. Na smjesu se žlicom dodaje kiselo vrhnje, zatim peče na 180-200°C. Ponekad se umjesto ili uz vrhnje koristi i pekmez ili naribane jabuke.